# Tsurara Shirayuiki
Tsurara Shirayuki(白雪 つらら,Shirayuki Tsurara) es un personaje ficticio del anime y manga japonés, Rosario + Vampire, creada y diseñada por Akihisa Ikeda. Es la madre de Shiyaruki Mizore y como su hija, ella es muy tímida y serena, incluyendo la tendencia a ocultarse detrás de esquinas y de un lollipop en su boca. Ella viene a la Academia por el Festival Familiar bajo creencia de historias de que Tsukune es novio de Mizore. Tsurara es también portadora de armas de hielo, con una gran variedad de armas y rifles almacenados en su hogar, ya que soñaba en ser una espía. En el Manga se demuestra que ella tiene un mal hábito de crear objetos agudos fuera del hielo siempre que ella consiga agitarse, dijo que los objetos están dirigidos generalmente en la persona que la agitó en el primer lugar (es decir Tsukune).
Exclusivamente en Rosario + Vampire Capu2, Tsurara y Ageha Kurono llevan a cabo un resentimiento grande contra la una y la otra, siendo rivales para el afecto de un estudiante durante sus días como estudiantes en la academia de Yōkai. Ella también funciona como dirigente en una estación de esquí en el mundo humano.

## Apariencia
Tsurara tiene el aspecto de una mujer muy joven con el cabello color plata-púrpura, ojos azul-púrpuras, y un lollipop en su boca, que mantiene su cuerpo fresco en climas calientes. Ella usa un kimono blanco con un marco púrpura de la brujería africana, y calcetines del tabi con sandalias negras del zōri.

## Habilidades
Como Yuki-Onna, Tsurara casi tiene control total sobre el hielo a voluntad. Obviamente, esto significa que ella puede congelar y después controlar cualquier forma de agua o ataque a base de agua. Ella puede formar lanzas de hielo y crear un abrigo de hielo alrededor de su cuerpo, usado generalmente bajo la forma de garras del hielo. Solamente Tsurara y su hija son las más habilles en cuesion de técnica individual.

## Edad
Aunque nunca está mencionado directamente en el manga y anime, hay varias indirectas dadas, revelando su edad. Para Tsurara puede ser asumido que ella se casó al alcanzar la edad de 17 y tener hijos(Mizore). Ahora, pues Mizore está cercana a cumplir 17 años, uno tiene hacer solamente una cierta matemáticas del jardín de la infancia para encontrar la edad de Tsurara con la edad aproximana de 34 años, que sigue siendo bastante joven. Dado el hecho que en escuela estaba en la misma clase y generación que Ageha Kurono y Fujiko Sendou debe también estar en la edad de 34.
- Datos: Q6153574